# Synagoga v Lovosicích
Synagoga v Lovosicích byla židovská modlitebna v severočeském městě Lovosice v okrese Litoměřice. Nacházela se ve východní části zdejší židovské čtvrti, poblíž pozdějšího Václavského náměstí, a od svého postavení v 60. letech 18. století sloužila jako hlavní ceremoniální centrum zdejší židovské komunity. V kontextu perzekuce Židů během německé okupace Čech, Moravy a Slezska byla roku 1938 záměrně vypálena nacisty a následujícího roku potom její torzo strženo.

## Historie
Vůbec první synagoga byla ve městě postavena patrně roku 1691, která v následných letech z neznámého důvodu zanikla. Následně pak zdejší židovská obec získala povolení u litoměřického biskupství ke stavbě nové synagogy, k čemuž došlo po roce 1703. Nacházela se na východním okraji židovské čtvrti a posléze rovněž zanikla, nejspíše při požáru židovského ghetta v roce 1739. Okolo roku 1762 byla pak postavena v pořadí již třetí budova, jakožto jednoduchá stavba čtvercového půdorysu, bez zdobené fasády. K dalšímu poškození budovy došlo při rozsáhlém požáru města v roce 1809 či při několika povodních po rozvodnění Labe, nejvíce patrně při povodni roku 1845. Přibližně mezi lety 1910 až 1925 byla dvakrát částečně rekonstuována.
Po událostech Mnichovské dohody ze září 1938 byly po německém záboru Sudet Lovosice připojeny k území nacistického Německa. Podle některých zdrojů byla v rámci listopadových protižidovských nepokojů v zemi, podporovaných státní mocí, v noci z 9. na 10. listopadu 1938 zdejšími příslušníky nacistické SA vypálena. Její ruiny byly pak během roku 1939 srovnány se zemí. Následkem tragických událostí druhé světové války a holokaustu pak došlo k razantnímu zmenšení zdejší židovské obce a synagoga již nikdy nebyla obnovena.
Na její parcele pak v pozdějších letech vyrostl dům s obchodními prostory.